# Атанасије Ивановић
Атанасије Ивановић - Таса Арачлија (Јагодина, 1799 – Београд, 1896) био је угледни Јагодинац из 19. века.

## Порекло и школовање
Ивановићи су били старином са Косова, а отац се доселио у Јагодину из Ражња. Његов отац Иван Ражњалија (Ражањац), био је угледни трговац и учесник Првог српског устанка. Рођен је Атанасије 1799. године у Јагодини, где је потом завршио школу (заједно са Стевчом Михаиловићем) са већим прекидима то као већ одрастао младић.

## Службовање
Током свог радног века службовао је на више места. Након завршене школе, будући да је био без посла, и због извесне кривице одлази из очевог дома за Ниш. Ту га је нашао где беспослен "база" улицама познаник породични. Био је то Аврам Петронијевић предводник српске депутације, која је новембра 1820. године кренула у Цариград. Аврам га одводи са собом у Цариград, да тамо младић нађе службу. Током боравка у Цариграду научио је Таса турски, грчки, руски и румунски језик. Ступа у службу као каваз код руског посланика Строганова, са којим крајем 1821. године одлази у Русију и остаје до 1835. године. Враћа се у Србију из Петрограда у пролеће 1938. године. Након тога, био је каваз руског конзула у Београду, а потом и у служби кнеза Милоша као кавазбаша, односно старешина личне гарде. На том положају остаје до кнежевог одласка из земље 1839. године.

## Арачлија
За време прве владе кнеза Михаила Обреновића, Таса је, 1841. године, постављен за писара код циганског арачлије Јефте Стојановића. Након одласка кнеза Михаила, место циганског арачлије остаје упражњено, јер је Јефта Стојановић отишао са кнезом, а будући да погодније особе за тај посао од Тасе није било, кнез Александар Карађорђевић га 1842. године поставља на положај циганског арачлије, са платом од 400 талира годишње и чином потпоручника. Контролисао је све Цигане у тадашњој Србији, којих је било око 12-13.000 и који су давали држави порез у износу 85-90.000 гроша. На тој дужности остао је до укидања арачлука у Србији, 1853. године.
"Управитељ врховии Цигана свију" - како гласи назив циганског арачлије на писменим документима које је издао кнез Милош - имао је над Циганима не само пореску, већ и административну, судску и извршну власт. Неретко је истицао да је "трећи човек у Србији" говорећи: "Књаз, митрополит, па ја“. Помагао му је само један чиновник у јагодинској канцеларији. Али постојао је и низ помагача званих "већине", који су судили и сурово кажњавали Цигане, са Тасиним благословом.

## Учешће у устанку 1848. године
Таса Ивановић се нарочито истакао крајем 1848. године када је Србија почела озбиљније да помаже Србе преко Саве и Дунава у борби против Мађара. Међу првима се одазива и, са око 1000 добро наоружаних Цигана из Јагодине, Пожаревца, Смедерева, Ваљева, Шапца и Лознице, код Вишњице, прелази залеђени Дунав и прикључује се борби. Потискујући непријатеља код Јарковца стиже у Панчево, а потом у Бечкерек. Први окршај Тасина војска гарава лика имала је децембра 1848. године током преласка залеђеног Дунава код Вишњице. Након парадирања те атрактивне јединице по Панчеву, отишли су код Книћанина у Велики Бечерек. По распореду, Таса је из Бечкерека отишао у Арад, где је командовао војсци од 1100 припадника. Уз Цигане добровољце ишло је у бој 200 Срба коњаника. Код Арада где се одиграла главна битка, у којој су српски Цигани наоружани јатаганима, на челу са Тасом Арачлијом однели сјајну победу. Таса није дао војницима да пљачкају, већ само да разоружају непријатеља. Када су кренули за Србију сваки добровољац је добио по 50 талира и ствари са бојног поља. Крајем марта 1849. године Таса се са својом војском победоносно враћа у Јагодину.

## Каснија службовања
Након укидања арачлука, 1854. године, Таса добија 4. маја те године службу помоћника окружног начелника у Јагодини. а касније бива премештен на исти положај у Алексинац, где га је затекла историјска промена 1858. године. За време намесништва Стевче Михајловића отпуштен је почетком 1859. године из службе; кућа му је опљачкана а он био малтретиран. Након смрти кнеза Милош, кнез Михајло му додељује пензију. После смрти своје жене Софије, са којом је имао два сина, Петра и Стевана и кћер Јелену, сели се из Јагодине за Београд, где је живео до своје смрти. Таса Ивановић звани Арачлија је умро 28. маја 1896. године. Пренет је из Београда и сахрањен на јагодинском гробљу.

## Арачлијски поток
Име Тасе Арачлије везано је за парк и познато јагодинско излетиште Арачлијски поток. Наиме, његов син, професор Стефан Ивановић, поклонио је граду Јагодини спомен на своје родитеље и брата, породично имање, звано Арачлијски поток. По његовој жељи, требало је подићи лепу чесму са спомен плочом, на којој ће бити уклесана имена његових родитеља, брата и племенитог дародавца.